# Jonathan Pitroipa
Jonathan Pitroipa (Uagadugú, Burkina Faso, 12 de abril de 1986) es un exfutbolista burkinés que jugaba de delantero.

## Trayectoria
Se inició jugando en el Club Planete Champion de su país. En 2004 fue fichado por el SC Friburgo de Alemania, jugando la temperada 2004-05 en primera división y la segunda división en las temporadas del 2005-06, 2006-07 y 2007-08. 
Anotó su primer gol en el empate 3-3 del Friburgo ante Greuther Fürth el 22 de septiembre de 2006.
En julio de 2008 fue traspasado al Hamburgo SV.
En agosto de 2018 fichó por el Paris F. C. En este club estuvo hasta el 26 de enero de 2021, momento en el que llegó a un acuerdo para rescindir su contrato. Un mes después anunció su retirada.

## Selección nacional
Fue internacional con la selección de Burkina Faso.

## Clubes
| Club                | País                   | Año       |
| ------------------- | ---------------------- | --------- |
| S. C. Friburgo      | Alemania               | 2004-2008 |
| Hamburgo S. V.      | Alemania               | 2008-2011 |
| Stade Rennais F. C. | Francia                | 2011-2014 |
| Al Jazira Club      | Emiratos Árabes Unidos | 2014-2015 |
| Al-Nasr S. C.       | Emiratos Árabes Unidos | 2015-2017 |
| Royal Antwerp F. C. | Bélgica                | 2018      |
| Paris F. C.         | Francia                | 2018-2021 |